# Sergei Aschwanden
Sergei Aschwanden (22 de dezembro de 1975) é um judoca suíço.
Foi medalhista olímpico, um bronze em Judô nos Jogos Olímpicos de Verão de 2008, Pequim. Além da medalha olímpica possui mais duas medalhas, uma de prata e uma de bronze em Campeonatos Mundiais e quatro medalhas, duas de ouro e duas de bronze em Campeonatos Europeus.